# 鈴木康広
鈴木 康広（すずき やすひろ、1979年 - ）は、日本のアーティスト。2021年より武蔵野美術大学教授。
身近な素材や現象を独自の視点で捉え直し、誰しもが持っている原体験に共鳴するような作品を制作、様々な展覧会やプロジェクトに参加・活動している。

## プロフィール
静岡県浜松市生まれ。幼少期は家業のスーパーから排出される段ボールや発泡スチロールなどを材料に、工作に熱中。身近な道具やおもちゃを精緻に観察・製作し、実際に使っていたという。静岡県立浜松南高等学校に進学後、友人の影響で美大受験を決意、地元の美術予備校「緑屋美術研究所」に通った。現在もこの予備校の同窓生による展覧会「oiai」展に毎年欠かさず出品している。
2001年に東京造形大学造形学部デザイン学科デザインII類を卒業し、デジスタのキュレーター（当時）を務めていたメディアアーティストの岩井俊雄の誘いで2002年から東京大学先端科学技術研究センターの岩井研究室特任助手に着任。2006年から2011年まで廣瀬通孝・谷川智洋研究室特任助教。2013年 - 中邑賢龍研究室所属、客員研究員（2021年現在）。2013年より武蔵野美術大学造形学部空間デザイン演出学科 専任教員（2015年 - 2020年、准教授）。
東京造形大学では、家具コースに在籍する一方でパラパラマンガの制作に熱中し、現在の創作活動の礎を築く。
在学中に、ペットボトルの蓋を鉛筆削りにした「pencil sharpner with pet bottle（2001）」で、シヤチハタ・ニュープロダクト・デザイン・コンペティション一席に入賞。
次いでNHKデジタルスタジアム（通称：デジスタ）に応募した「遊具の透視法（2001）」でインタラクティブ部門最優秀賞、デジスタアウォード2001 最優秀賞を受賞。（後にアルス・エレクトロニカ・フェスティバルインタラクティブ部門、アジア・デジタルアートアウォードインタラクティブ部門優秀賞も受賞）。本作品が活動の飛躍のきっかけとなる。卒業制作では「inter-reflection（2001）」を発表。同作品はフィリップモリス・アートアワード大賞を受賞している。
2023年より、NHKEテレ『みたてるふぉーぜ』の総合指導をつとめている。

## 主な作品
- 「遊具の透視法（2001）」
  - “グローブジャングル”という公園の回転遊具を日中に撮影し、夜間にこのグローブジャングルを回転させ、その残像をスクリーンに見立てて昼の映像を投影するという仕組み。映像の中の子供たちが、夜になると回転体というスクリーンによって立体的に浮かび上がるこの作品は、デジスタの受賞をきっかけに各地で展開されることとなった。

- 「inter-reflection（2001）」
  - 五本の弧の上に置かれたミニチュアの椅子がゆっくりと回転する様子をリアルタイムで大きくプロジェクションし、回転する椅子の影が五線譜に踊る音符のように見える。

- 「地平線を描く鉛筆（2002）」
  - 上半分が青、下半分が茶色の色鉛筆。“地平線”という現象／概念上の線を、実際に描くことができる鉛筆。

- 「時間を測るスプーン（2003）」
  - 砂時計の機能を持ったスプーン。自分ですくい取った瞬間に、時間が経過し始める。

- 「現在／過去（2002）」
  - “現在”と書かれたハンコを押すと、“過去”という文字が付く。時間の性質を明確に、そしてユニークに映し出した作品である。

- 「まばたきの葉（2003）」
  - 表面に開いた目、裏面に閉じた目が描かれた葉を白い幹に差し込むと、風によって吹き上げられ、木の葉のようにハラハラと舞い落ちる作品。舞い落ちる葉は、ソーマトロープと同様の原理によって、クルクルと回転することでまばたきしているように見える。2003年に東京で発表された後、様々な展覧会に出展。愛知万博のオープニングでも使用された。

- 「キャベツの器（2004）」
  - 原研哉がディレクションを務めたTAKEO PAPER SHOW 2004「HAPTIC」出展作品。キャベツの葉のフォルムに器の機能を見出したこの作品は、野菜の触感が紙によって表現されている。

- 「ファスナーの船（2004）」
  - 水上を進む船とその軌跡の波をファスナーに見立てた作品。ラジコンのボートがファスナーのつまみ部分の形になっており、操作するとファスナーが開くように波が立つ。

- 「空気の人（2007）」
  - 透明のビニールでできた人型の風船。初出はTOKYO FIBER '07で、“スーパーオーガンザ（究極に薄い布）”をまとい、その軽さを表現した。

- 「日本列島の方位磁針（2011）」
  - 日本列島の形をした方位磁針。水に浮かべると日本列島がその場所でどんな向きに横たわっているかを示す。東京・北品川 原美術館と共同で制作。

## 主な展覧会・発表歴
- 2002年　フィリップモリス・アートアワード「The First Move」展　東京国際フォーラム（東京）
- 2002年　「デジスタ」展　東京都写真美術館 （東京）
- 2002年　「Ars Electronica Festival」 O.K.Center（オーストリア・リンツ）
- 2002年　「Luna's Flow」media_city seoul　（ソウル）
- 2003年　「The First Steps」展 P.S1コンテンポラリー・アート・センター（ニューヨーク）
- 2003年　「サイバーアジア」展　広島市現代美術館　（広島）
- 2003年　「DATA KNITTING」DEAF_03（Dutch Electronic Art Festival）（オランダ・ロッテルダム）
- 2003年　TIME!TIME!TIME! 「時間旅行」展　日本科学未来館（東京）
- 2003年　個展 micro/macro Ierimonti Gallery （ミラノ）
- 2003年　lille 2004 「 Cinemas Futur 」展　（リール）
- 2004年　art-life vol.2 鈴木康広/山極満博 展「行方不明」　スパイラルガーデン（東京）
- 2004年　エルメス・テーマ発表会「色とファンタジー」　パークハイヤット新宿 （東京）
- 2004年　TAKEO PAPER SHOW 2004 「HAPTIC」展　スパイラルガーデン （東京）、マイドーム大阪（大阪）
- 2004年　「Digital Sublime」展 MOCA Taipei (Modern of Contemporary Art in Taipei) （台北）
- 2004年　「時間旅行」展 上海科技館　（上海）
- 2004年　「CAFE in Mito 2004」 水戸芸術館現代美術センター（茨城）
- 2004年　東京デザイナーズウイーク　「コンテナグラウンド」展（東京）
- 2005年　愛・地球博　開会式　EXPOドーム （愛知）
- 2005年　イムズ芸術際2005「まばたきの葉」イムズプラザ（福岡）
- 2005年　個展「水平線の消息」三菱地所アルティアム（福岡）
- 2005年　「Rising Sun, Melting Moon」 Contemporary Art from Japan イスラエル美術館（エルサレム）
- 2006年　「予感研究所」展 日本科学未来館 （東京）
- 2006年　「ID in the 21st century」展　アクシスギャラリー（東京）
- 2006年　「Smooth Sailing for BEARING」NSKベアリングアート展　スパイラル（東京）
- 2007年　黒川記章展　キーワードライブ　国立新美術館 （東京）
- 2007年　「チョコレート」展　21 21 DESIGN SIGHT（東京）
- 2007年　TOKYO FIBER'07「SENSE WARE」スパイラル（東京）
- 2008年　第3回企画展 三宅一生ディレクション「XXI c. 21世紀人」21_21 DESIGN SIGHT（東京）

## 主な受賞歴
- 2001年　第2回シヤチハタ・ニュープロダクト・デザイン・コンペティション　一席
- 2001年　NHK Digital Stadium デジスタアウォード2001　インタラクティブ部門　最優秀賞、デジスタアウォード2001 最優秀賞
- 2002年　第3回シヤチハタ・ニュープロダクト・デザイン・コンペティション 原 賞
- 2002年　フィリップモリス・アートアワード　大賞
- 2002年　Ars Electronica Festival (オーストリア)　インタラクティブ部門　入選
- 2002年　アジア・デジタルアートアウォード　インタラクティブ部門　優秀賞
- 2004年　東京デザイナーズウイーク　「コンテナグラウンド」展　グランドプレミオ賞

## 著作

### 単著
作品集
- 『まばたきとはばたき』青幻舎、2011年10月
- 『近所の地球』青幻舎、2015年4月

絵本
- 『ぼくのにゃんた』ブロンズ新社、2016年10月
- 『りんごとけんだま』ブロンズ新社、2017年10月
- 『せんのはっけん』福音館書店、2019年３月 ＜月刊「かがくのとも」2019年2月号＞

### 共著
- 『Digital Public Art in Haneda Airport 空気の港 テクノロジー×空気で感じる新しい世界』美術出版社、2010年3月